# Ayaka Yamashita
Ayaka Yamashita (山下 杏也加, 29 de setembre de 1995) és una futbolista japonesa.

## Selecció del Japó
Va debutar amb la selecció del Japó el 2015. Va disputar 25 partits amb la selecció del Japó. Ha disputat Copa del Món de 2019.

## Estadístiques
| Selecció del Japó | Selecció del Japó | Selecció del Japó |
| Anys              | Partits           | Gols              |
| ----------------- | ----------------- | ----------------- |
| 2015              | 3                 | 0                 |
| 2016              | 3                 | 0                 |
| 2017              | 5                 | 0                 |
| 2018              | 14                | 0                 |
| Total             | 25                | 0                 |